# Epinephelus multinotatus
Epinephelus multinotatus es una especie de peces de la familia Serranidae en el orden de los Perciformes.

## Morfología
Los machos pueden llegar alcanzar los 100 cm de longitud total.

## Distribución geográfica
Se encuentra desde el golfo Pérsico hasta el sur de Mozambique y Australia Occidental.